# Дом Дронова
Дом Дронова — двухэтажный кирпичный дом в городе Таганроге Ростовской области. Дом находится на улице Петровская д. 41. Внесен в реестр памятников истории и культуры регионального значения. 

## История
На месте современного дома в городе Таганроге ул. Петровская 41 ранее стоял двухэтажный дом с четырьмя окнами в фасаде. Дом в 1850 году принадлежал купчихе А. К. Ворошилкиной. В 1862 году дом был перестроен по другому проекту. С двух сторон по краям дома ранее находились большие балконы, которые опирались на чугунные столбы. Левый балкон просуществовал и после окончания  Великой Отечественной войны.
В 1862 — 1880 году  дом принадлежал семейству купца В. П. Третьякова. В 1890 году дом принадлежал обществу взаимного кредитовая, в 1898 году владельцем дома был купец П. И. Трахтеров, в 1906 — 1915 годах — урядник С. И. Дронов.
В 1907 — 1910 году в здании размещался первый в городе кинотеатр "Мираж". Кинотеатр был открыт владельцем местного винного погреба В. Куликом после небольших перестроек. Фильмы демонстрировались под сопровождение музыкальных произведений небольшим оркестром в составе скрипки, фортепиано и фисгармонии, а позже струнным квартетом.
В 1908 году по проекту В. И. Кулакова, который содержал в этом доме магазин Бакалейные товары, была расширена парадная дверь, ведущая на ул. Петровская через кинотеатр "Мираж". В 1910 году здесь был магазин Е. И. Виноградова "Чай и кофе", а также семейный ресторан Олимпия.
В 1918 году здесь была биржа труда, в 1926 году - главный штаб 13-й Дагестанской стрелковой дивизии. В настоящее время это жилой дом с магазинами Оптика, Японская лавка и Cariba.

## Архитектура
Двухэтажный кирпичный дом Дронова построен в архитектурном стиле южного провинциального классицизма. На карнизе сделаны укрупненные сухарики. Дом гармонирует по стилю с соседними домами. Здание внесено в реестр памятников истории и культуры регионального значения.